# Nepytia freemani
Nepytia freemani är en fjärilsart som beskrevs av Munroe 1963. Nepytia freemani ingår i släktet Nepytia och familjen mätare. Inga underarter finns listade i Catalogue of Life.

## Bildgalleri

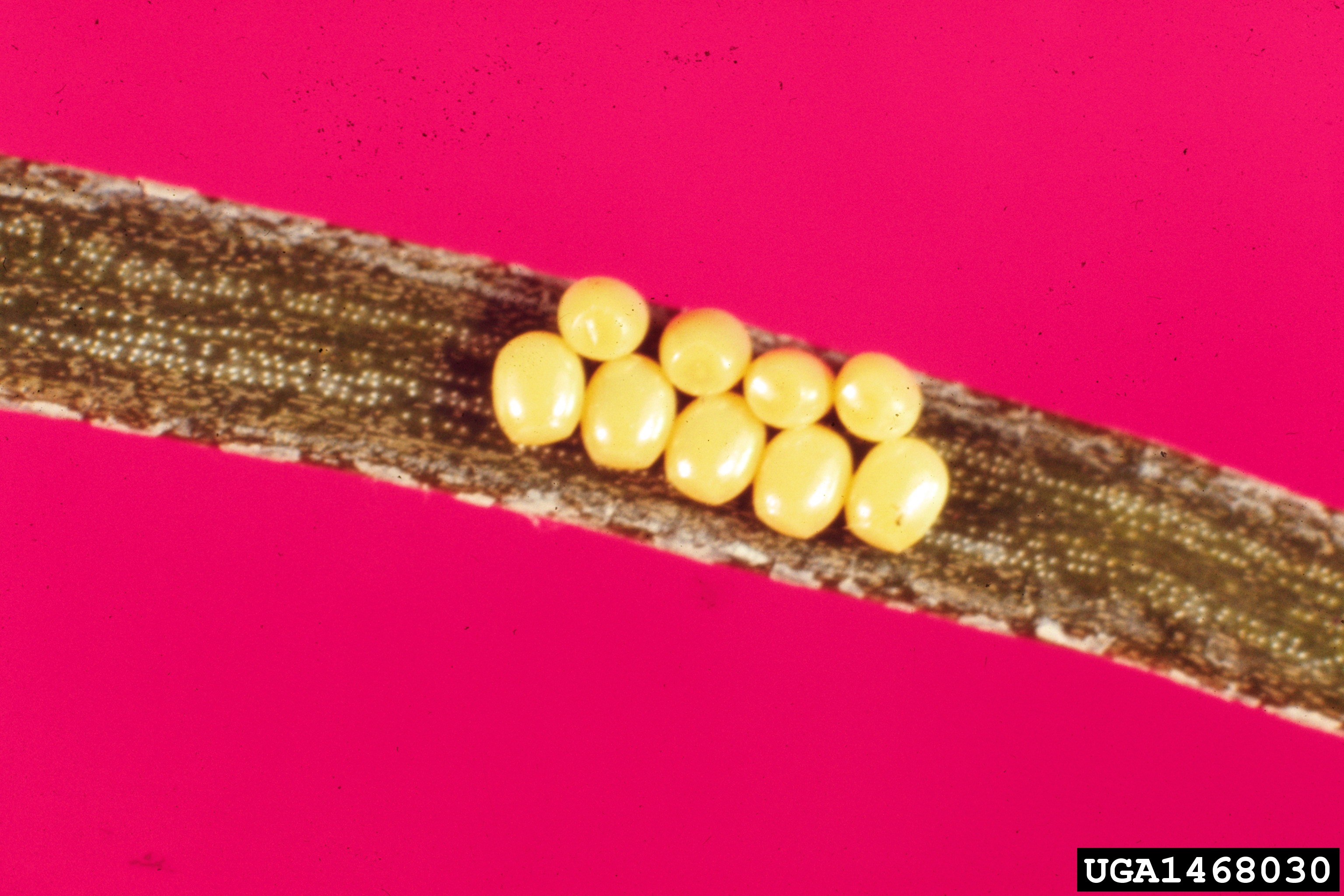
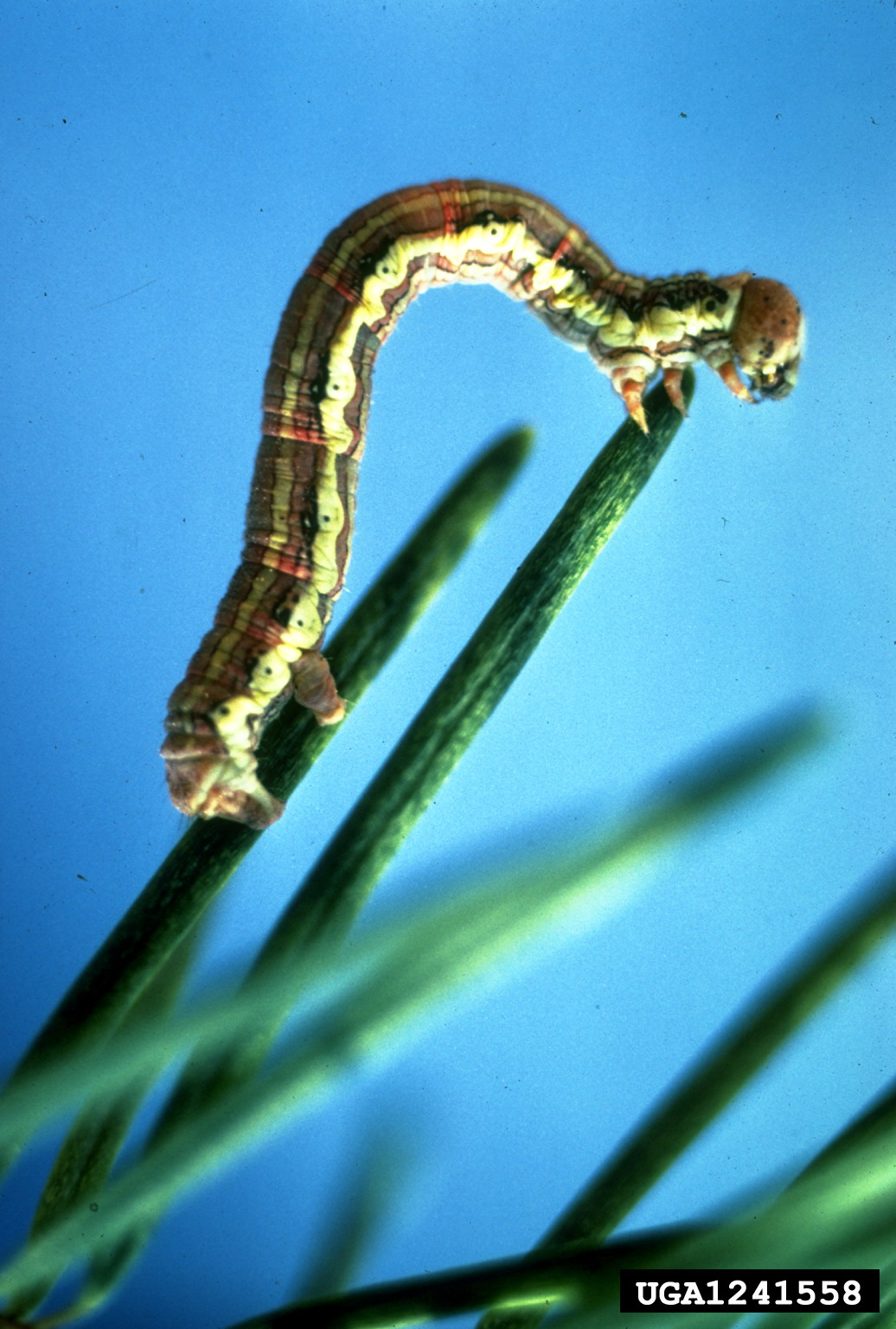
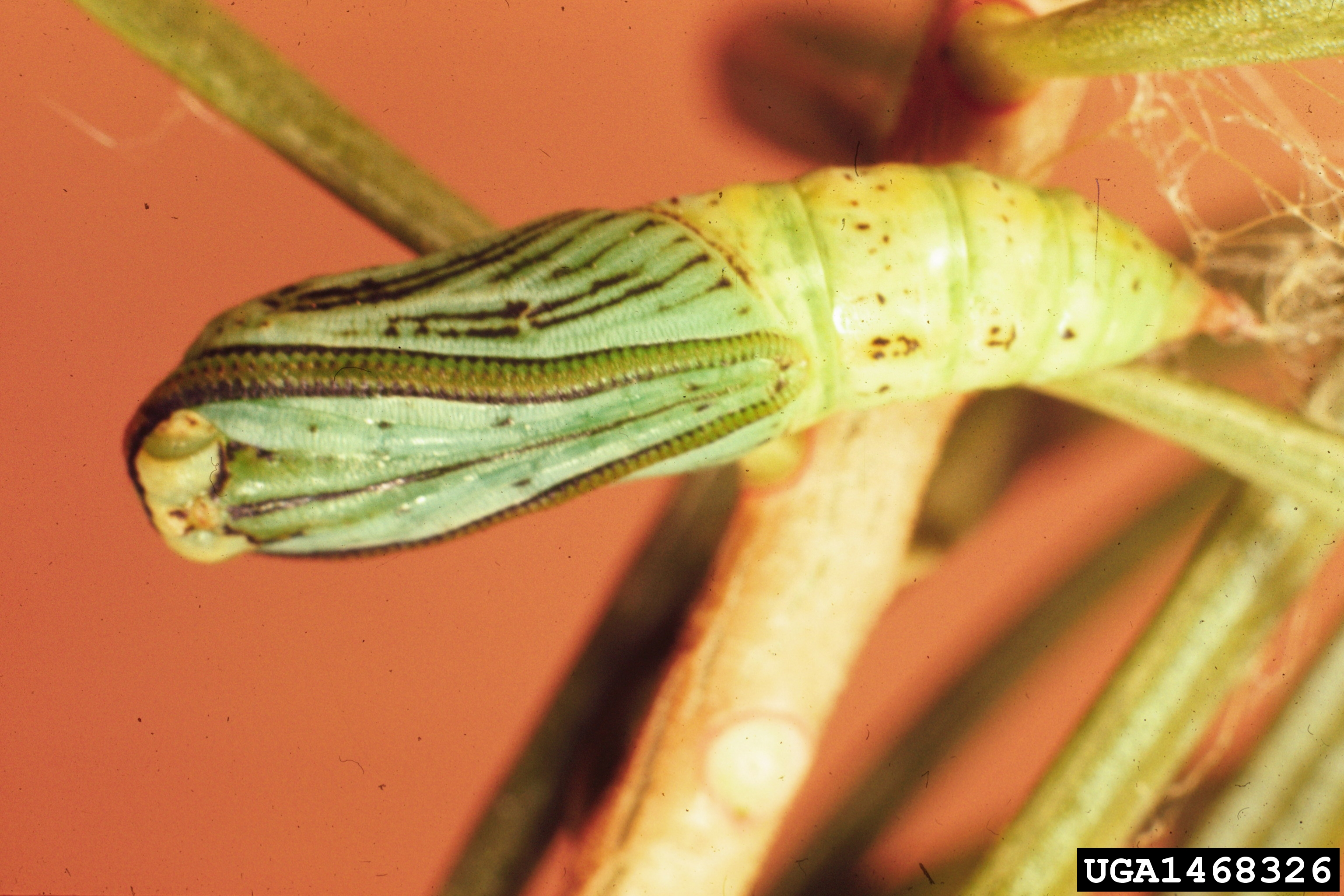